# Світова легка атлетика
Світова легка атлетика (англ. World Athletics), раніше знана як Міжнародна асоціація легкоатлетичних федерацій (англ. International Association of Athletics Federations, скорочено — ІААФ), — всесвітня керівна організація в легкій атлетиці.

## Історія
ІААФ була заснована через декілька днів після завершення легкоатлетичної програми Олімпійських ігор-1912 в Стокгольмі під час першого конгресу організації, на який зібралися представники 17 країн. Така ідея з'явилася у зв'язку з розвитком легкоатлетичних змагань, проведенням Олімпійських ігор, з необхідністю в уніфікації положень і правил, фіксації олімпійських та світових рекордів.
8 червня 2019 Рада ІААФ ухвалила рішення про перейменування та ребрендинг організації. Новою назвою стала «Світова легка атлетика» (англ. World Athletics), яку почала вживати після її затвердження Конгресом ІААФ у вересні 2019.
Після неодноразових запитів Всесвітня федерація легкої атлетики стала останньою організацією в Асоціації міжнародних федерацій літніх олімпійських видів спорту, яка оприлюднила свої фінансові звіти за 2020 рік. Звіт показав, що за чотирирічний олімпійський цикл організація отримала дохід у розмірі близько 200 мільйонів доларів США, причому близько п'ятої частини цього доходу надійшло від прав на трансляцію олімпійських ігор. Звіти показали дефіцит у кожному з неолімпійських років - 2017 та 2018 - у розмірі близько 20 мільйонів доларів США. Звіт також продемонстрував значну залежність від партнерства з японським маркетинговим агентством Dentsu, яке забезпечило половину доходів у 2018 році. Вона також підкреслила наявність резервів у розмірі 45 мільйонів доларів США на кінець 2018 року, які дозволять організації залишатися платоспроможною в умовах затримки літніх Олімпійських ігор 2020 року через пандемію COVID-19. Всесвітній день легкої атлетики святкується 7 травня.
У 2022 році Всесвітня федерація легкої атлетики ввела санкції проти федерацій-членів Росії та Білорусі через російське вторгнення в Україну, і всі спортсмени, допоміжний персонал та офіційні особи з Росії та Білорусі були виключені з усіх заходів Всесвітньої легкоатлетичної серії в осяжному майбутньому, а російські спортсмени, які отримали статус ANA на 2022 рік, були виключені з заходів Всесвітньої легкоатлетичної серії на осяжне майбутнє.  Всесвітня легкоатлетична рада також застосувала санкції до Білоруської федерація легкої атлетики, включаючи заборону на проведення будь-яких міжнародних або європейських легкоатлетичних заходів, представництво в Конгресі або прийняття рішень, які вимагають голосування в Конгресі, залучення її персоналу до програм та акредитацію на будь-які заходи Всесвітньої легкоатлетичної серії .

## Президенти
| Ім'я            | Країна          | Роки президентства |
| --------------- | --------------- | ------------------ |
| Зіґфрід Едстрем | Швеція          | 1912–1946          |
| Девід Берглі    | Велика Британія | 1946–1976          |
| Адріаан Паулен  | Нідерланди      | 1976–1981          |
| Прімо Небіоло   | Італія          | 1981–1999          |
| Ламіне Діак     | Сенегал         | 1999–2015          |
| Себастьян Коу   | Велика Британія | з 2015             |